# Pierre Péquignat

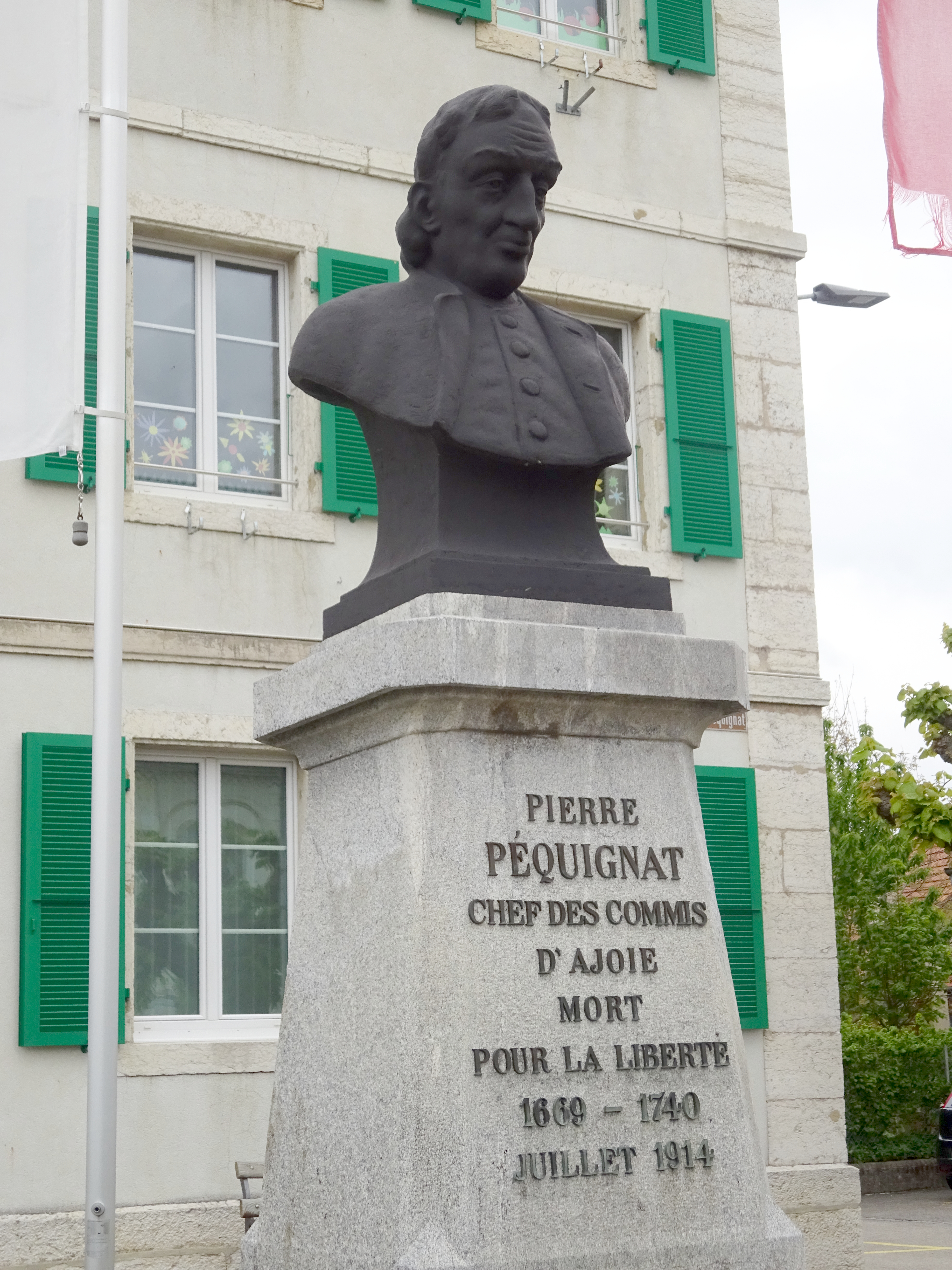
Pierre Péquignat, Denkmal in Courgenay

Pierre Péquignat (geboren am 5. April 1669 oder 20. Dezember 1677 in Courgenay; gestorben am 31. Oktober 1740 in Porrentruy, hingerichtet) war ein Landwirt aus gehobenem Stande. Während der Revolten von 1726 bis 1740 lehnte er sich, zusammen mit anderen Bauern der Ajoie, gegen die absolutistische Herrschaft des Fürstbistums Basel auf.
Seine Geschichte wurde in mehreren Liedern und auch in einem Theaterstück nacherzählt. Seit 1914 steht vor dem Rathaus Courgenays eine Büste, die an ihn erinnert.